# Prosobranchia
Sous-classe
Les Prosobranchia sont une sous-classe de gastéropodes désormais considérée comme invalide. Elle est considérée comme paraphylétique à la suite d'études phylogénétiques (Eogastropoda, Ponder & Lindberg, 1996 ; voir Gastropoda).

## Caractéristiques
Prosobranche (du grec proso en avant) signifie « branchie sur l'avant du corps », contrairement à Opisthobranche (du grec opisthen, derrière, en arrière) qui veut dire « branchie sur l'arrière du corps ».

## Liste des ordres et familles rattachés à cette classe
Cette sous-classe comprenait plusieurs ordres :
- Archaeogastropoda Thiele, 1925
- Architaenioglossa
- Entomotaeniata Bartsch, 1916
- Mesogastropoda Thiele, 1925
- Neogastropoda Haller, 1882
- Neritopsina

Et une famille :
- Enteroxenidae Heding et Mandahl-Barth, 1938

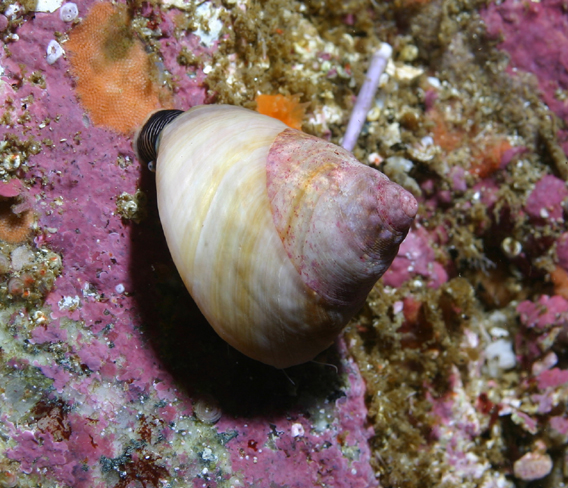
Tegula pulligo (Archaeogastropoda).
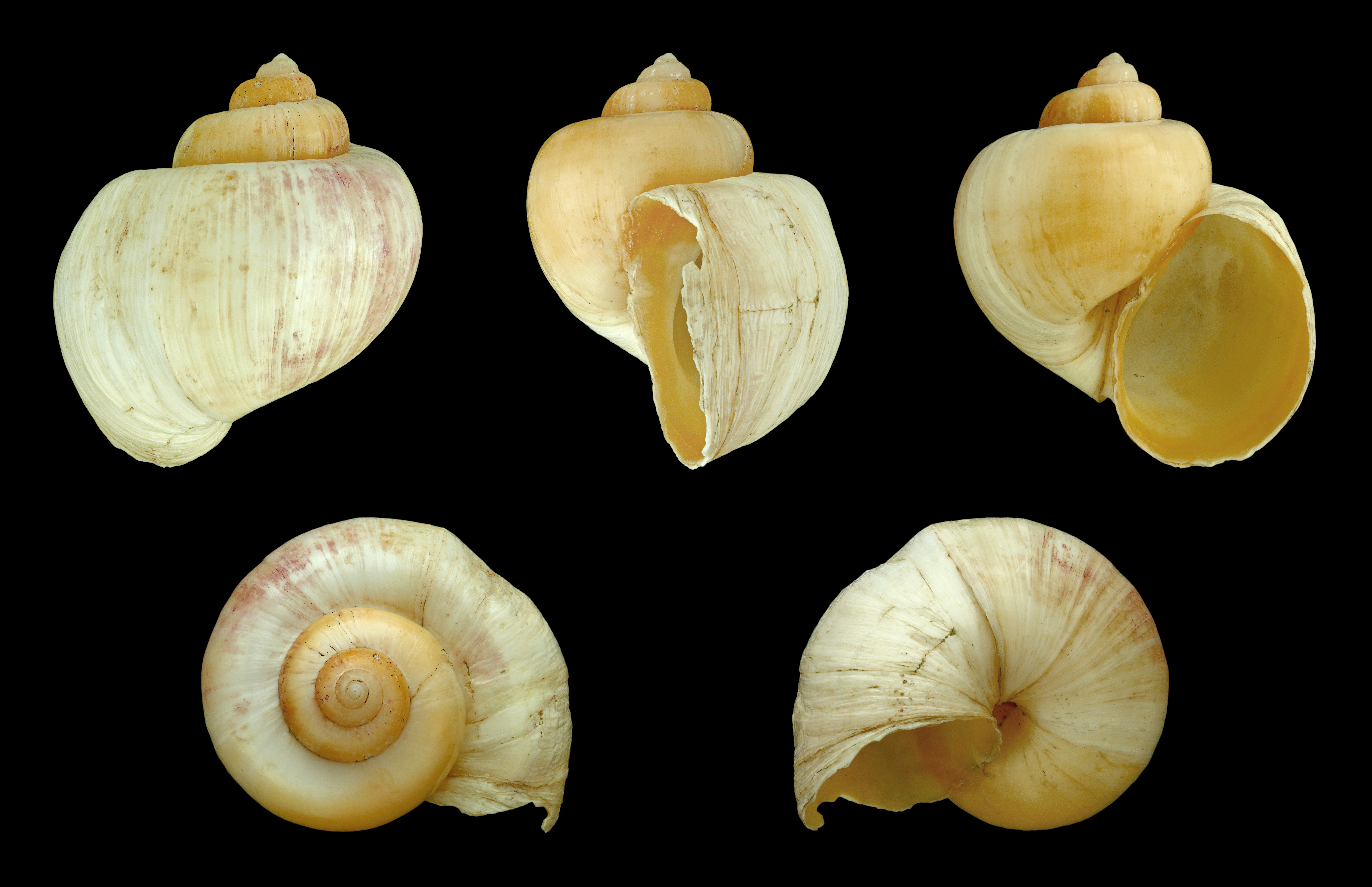
Pila virens (Architaenioglossa).
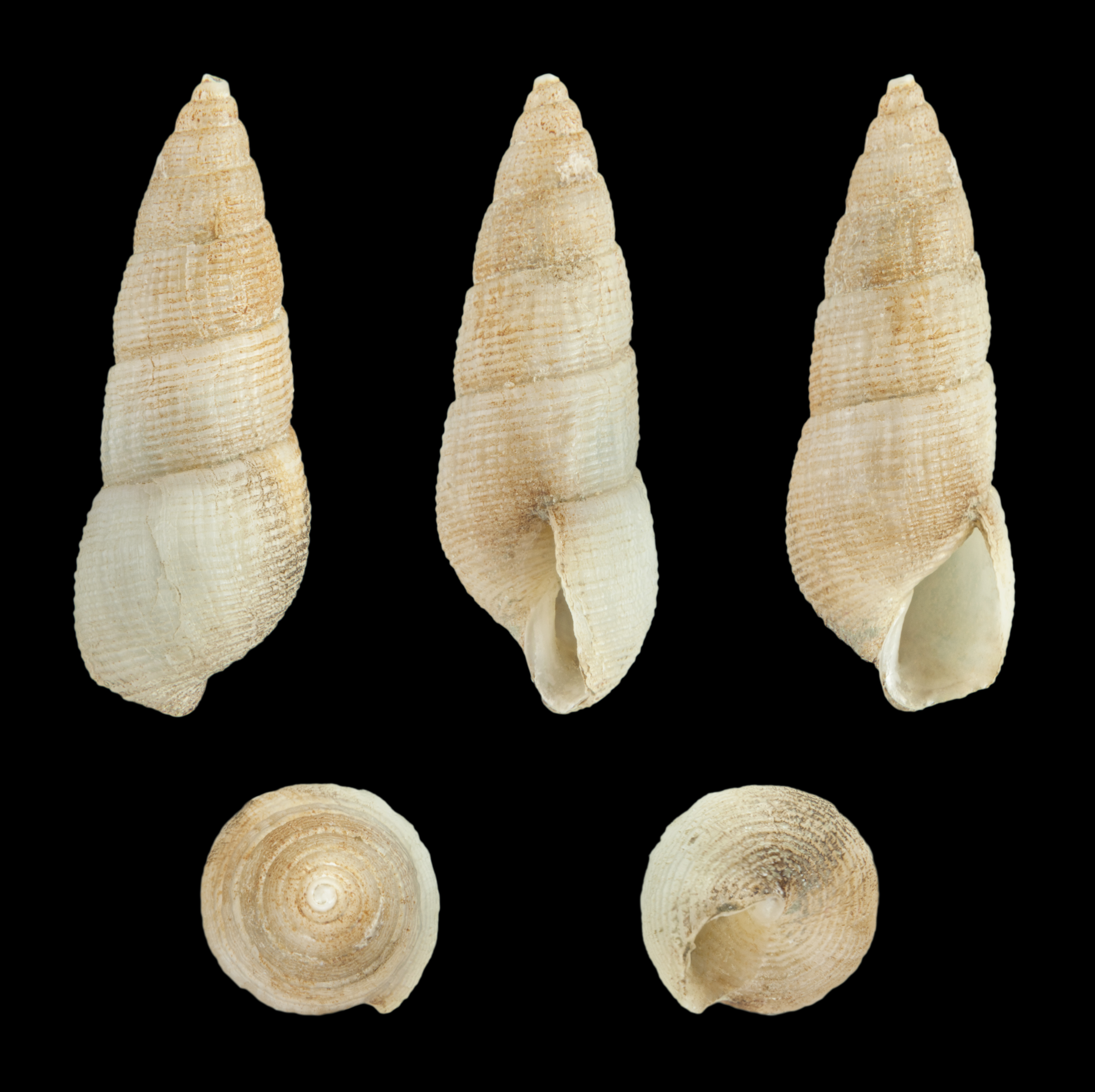
Euparthenia bulinea (Entomotaeniata).
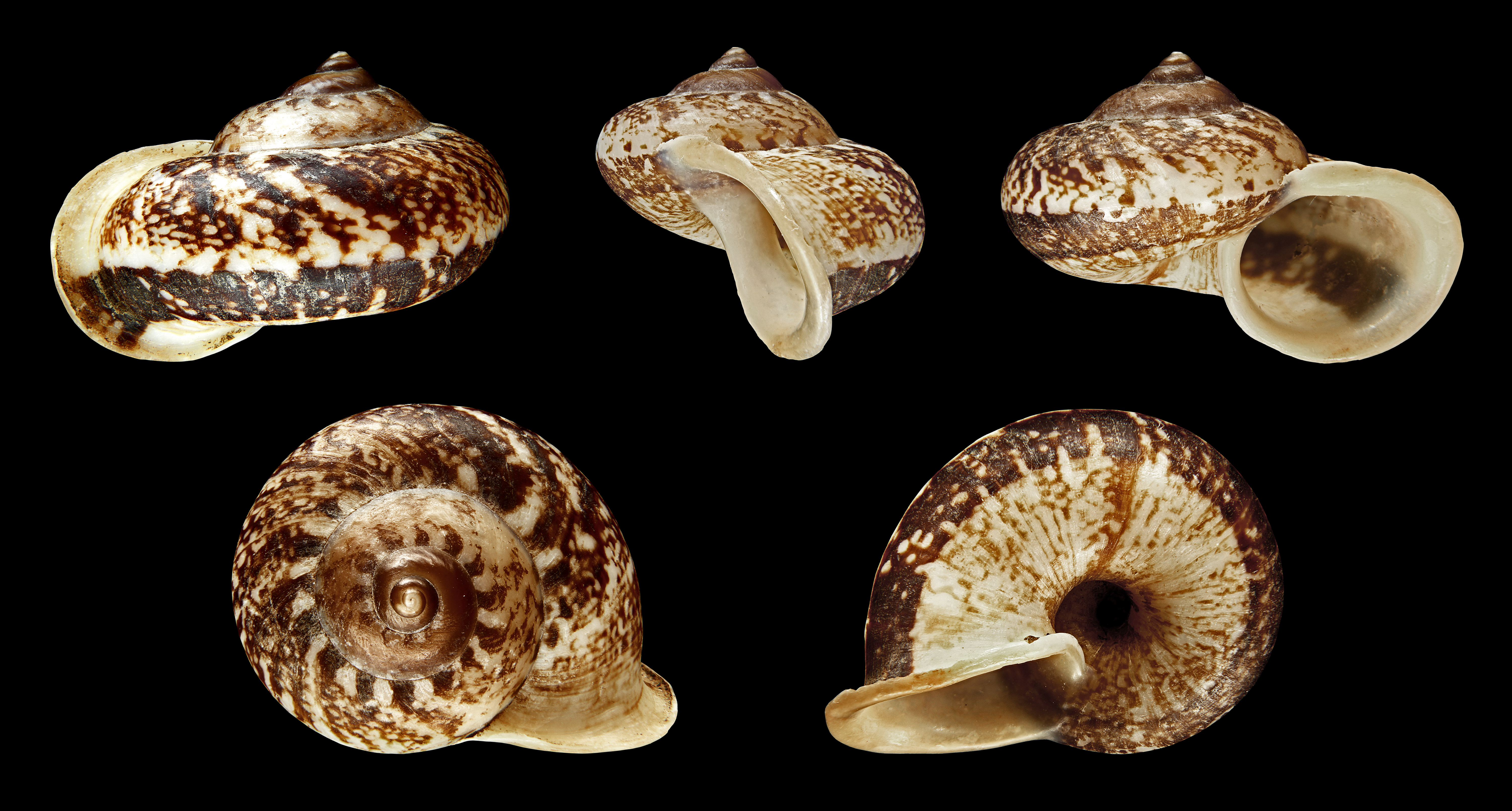
Cyclophorus perdix (Mesogastropoda).
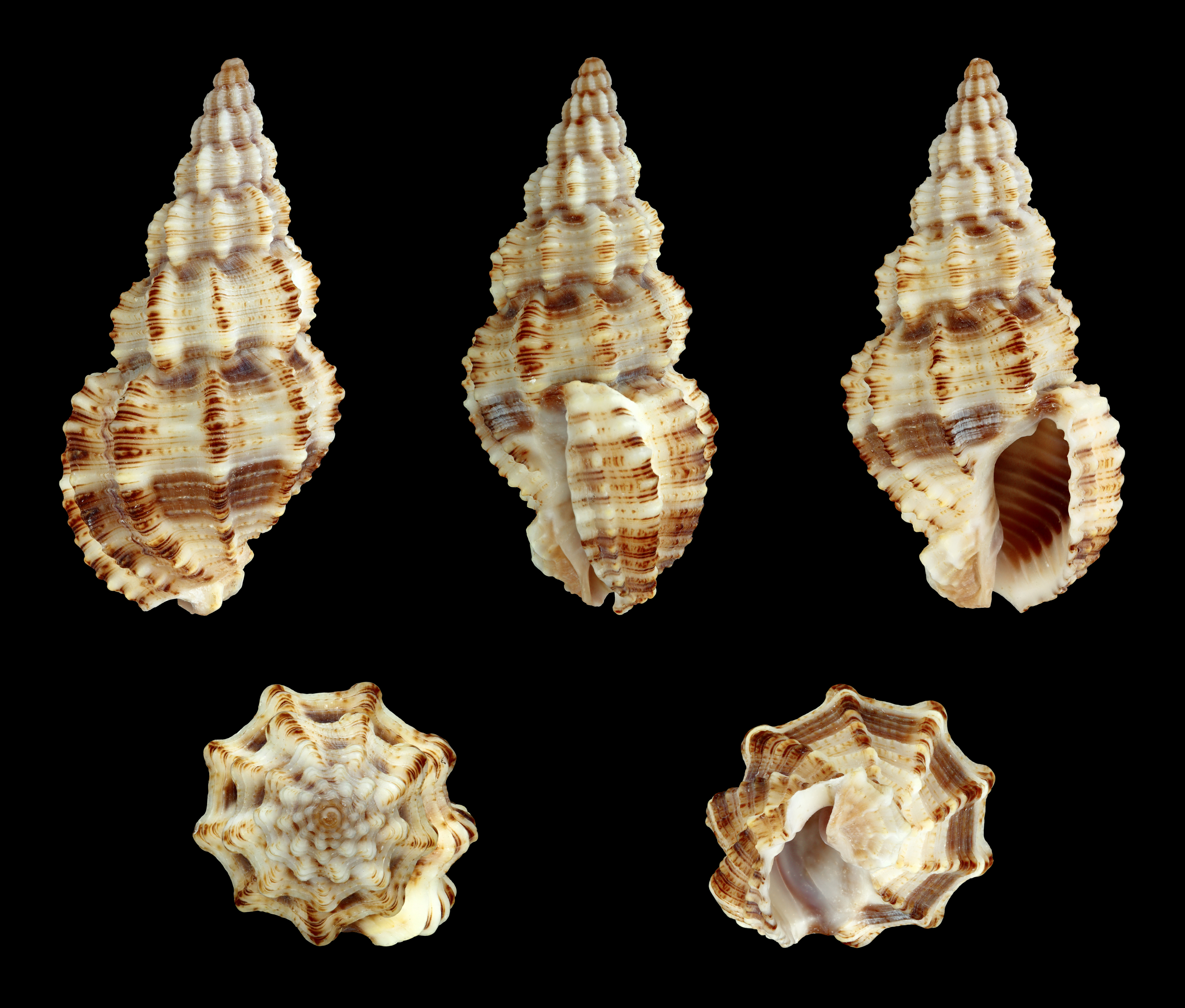
Phos senticosus (Neogastropoda).
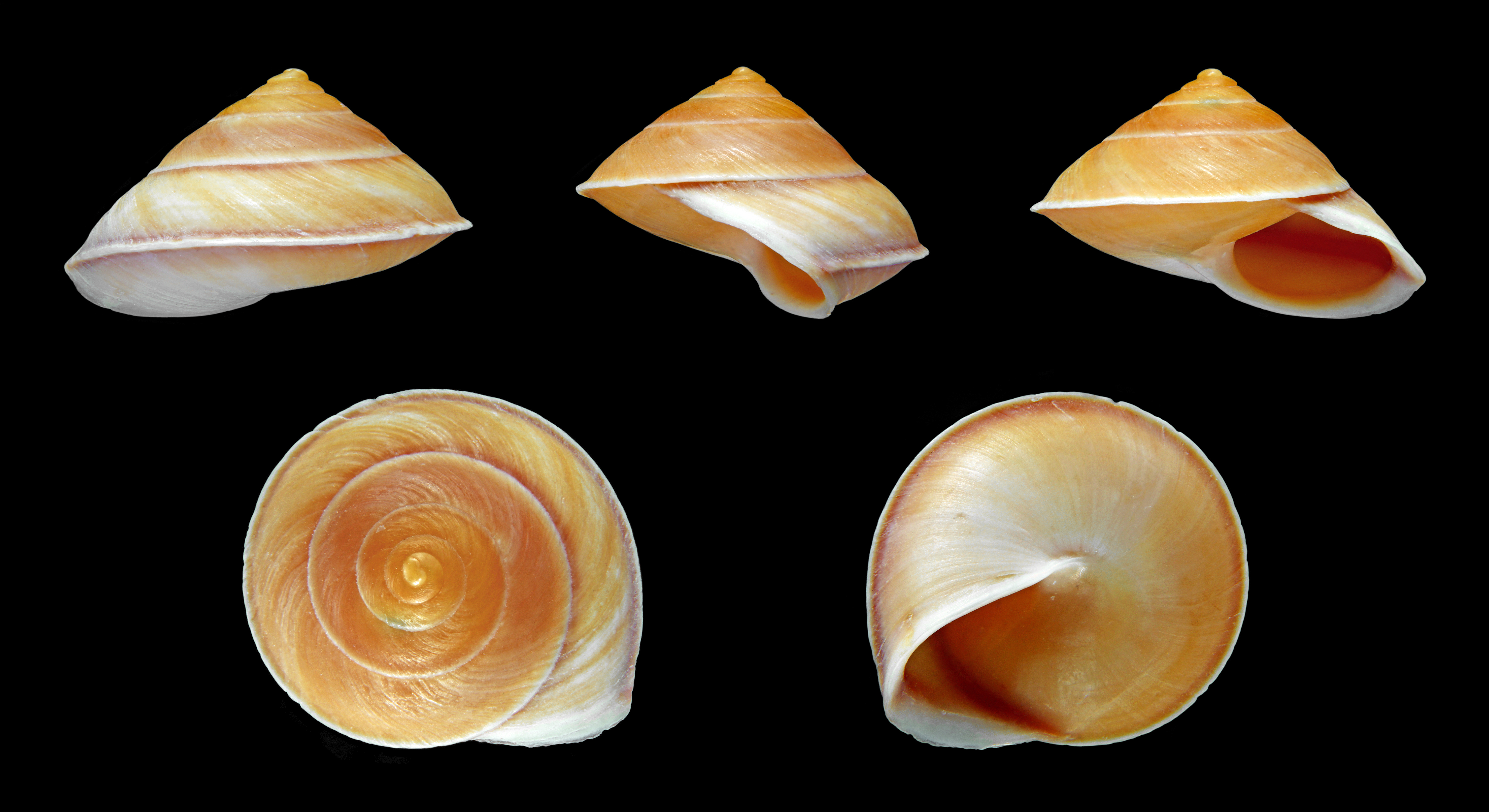
Geophorus agglutinans (Neritopsina).